# Pregària salat

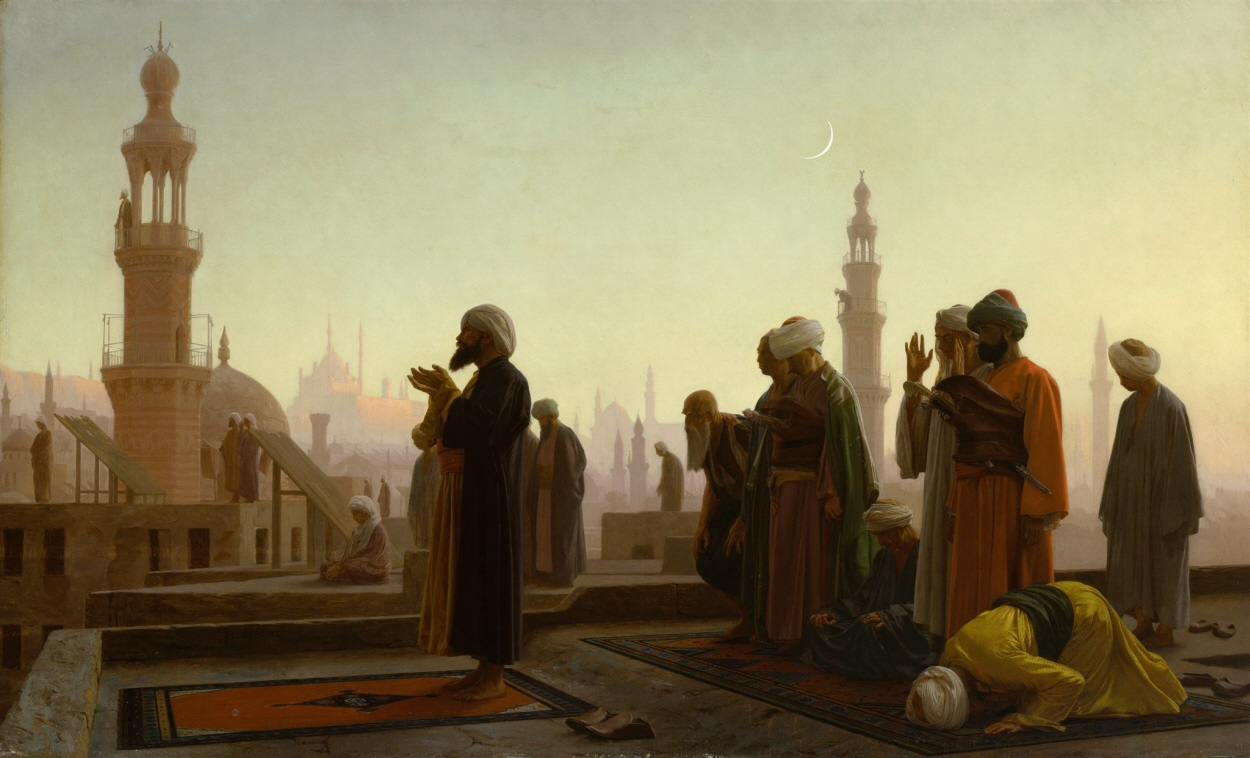
Pregària al Caire per Jean-Léon Gérôme, 1865.

La salat (àrab: صلاة, ṣalāt; plural ṣalawāt) és la pregària o oració canònica de la religió islàmica, i constitueix el segon dels cinc pilars de l'islam. En principi es feia 50 vegades al dia, però es va reduïr a cinc, a unes hores fixes determinades per la posició del sol: a l'aurora, al migdia, a mitja tarda, després de la caiguda del sol i a la matinada.
Les hores de pregària s'anuncien de forma pública per un muetzí des del minaret de la mesquita.
La pregària es pot fer a qualsevol lloc que no sigui impur, que se sacralitza simbòlicament amb el traçat d'una línia, normalment amb una catifa.
Durant l'oració el que resa ha d'estar orientat cap a la Meca.
Després de la neteja ritual o ablucions, anomenades wudú en àrab, pronunciat wuzú o wazú en els països influenciats per l'idioma persa, el musulmà realitza un seguit de moviments corporals i recita diverses oracions.
Els moviments corporals són quatre: dempeus, inclinat, postrat i assegut. Aquestes quatre postures es porten a terme en un cicle regular que cada musulmà aprèn des de nen i que s'anomena raka.
L'oració acaba cada vegada de la mateixa manera. Girant-se a la dreta i a l'esquerra, cada fidel desitja a la persona que està al seu costat, la pau i la benedicció de Déu. Aquesta és una manera per la qual els musulmans afirmen que tots són membres d'una mateixa comunitat i que comparteixen la mateixa fe en un sol Déu.
Al principi de l'oració, es recita la primera sura de l'Alcorà, Al-Fàtiha o «sura de l'obertura».
| «                                | En nom de Déu Únic, Al·là, el Compassiu per excel·lència, el molt Misericordiós! Lloat sigui Déu, Senyor de tot i de tots, Senyor de l'univers sencer, visible i invisible, el Compassiu per excel·lència, el molt Misericordiós, l'Amo i Senyor del dia del judici final, dia de la religió vertadera, dia del judici de la història. A Tu sols servim. A Tu sols preguem. En Tu sols confiem. Tu sols ens salvaràs. Guia'ns, mostra'ns el camí segur, el camí dels qui vols ajudar generosament, no dels qui t'han aïrat en contra seu, ni dels qui s'equivoquen. | » |
| — Alcorà 1:1–7 (Míkel de Epalza) | |   |